# 求龍堂
求龍堂（きゅうりゅうどう）は、日本の芸術専門出版社である。本社は東京都千代田区紀尾井町にある。

## 概要
1923年、石原龍一（本名：足立隆一）が、絵画の売買および美術書籍の出版を目的に東京都神田連雀町に創立した。社名の名付け親は画家の梅原龍三郎である。求龍（きゅうりゅう）とは仏語の「CURIEUX」を由来とし、「芸術的あるいは知的好奇心を求める」、「常に新しきを求める」ことを意味する。東洋の「龍」に理想を求め、洋の東西を問わず、優れた芸術書を出版することを標榜しており、制作技術の粋を尽くした出版により「芸術書の求龍堂」と認められるまでになった。石原求龍堂とも称す。

## 作家・出版物
作品集を発行した主たる作家は、社名の名付け親である画家の梅原龍三郎をはじめ、東山魁夷、熊谷守一、小磯良平、中川一政、片岡球子、上村松園、藤田嗣治、荻須高徳、浅井忠、山口薫、三岸節子、杉本健吉、武者小路実篤、中島千波、絹谷幸二、森本草介、堀文子、野田弘志。小説の川端康成、随筆の白洲正子、舞の武原はん、染色の芹沢銈介、いけ花の中川幸夫、染織の志村ふくみ、デザインの三宅一生、ワダ・エミ、石岡瑛子、石井幹子、吉岡徳仁、彫刻のイサム・ノグチ、高田博厚、舟越保武、舟越桂、三沢厚彦、写真の植田正治、十文字美信、坂田栄一郎、石内都、三好和義、建築の菊竹清訓、伊丹潤。
海外作家では、フランスのファッションデザイナー、マドレーヌ・ヴィオネ、ドイツの舞踏家であり、映画監督・写真家、レニ・リーフェンシュタール、イギリスの陶芸家、ルゥーシー・リィー、イタリアの彫刻家、チェッコ・ボナノッテ、イギリスのデザイナー、ウィリアム・モリス、イタリアのデザイナー、ブルーノ・ムナーリなどを出版している。
また、2017年に国立新美術館で開催された「ミュシャ展」の公式図録兼書籍『ミュシャ展』など、展覧会関係事業を多数手掛けるほか、『茶道名器鑑』、『マリー・ローランサン・カタログレゾネ』、『松岡正剛 千夜千冊』などの大型出版物なども多数手掛けている。その他、展覧会ポスター、チケット、企業カレンダーの企画制作、美術品販売などを行っている。
文芸書では海外の翻訳小説にも取り組み、『十二番目の天使』、『青空のむこう』、『チョコレート・アンダーグラウンド』などのベストセラーを生み出した他、丸山健二の復刊本などがある。